# 滦河铁路大桥
滦河铁路大桥或称滦河大桥位于河北省昌黎县和滦州市交界处，距离滦河入海口50公里，是京哈铁路（原京奉铁路）横跨滦河的桥梁，一共有三座。负责桥梁维护的工人会按建成时间将三座桥称为“一桥、二桥和三桥”。
|          | 一桥                    | 二桥     | 三桥                |
| -------- | ----------------------- | -------- | ------------------- |
| 动工时间 | 1892年5月               | 1935年   | 2000年9月           |
| 建成时间 | 1894年                  | 1939年   | 2001年12月          |
| 现状     | 已停用 作为文物保护单位 | 已拆除   | 运营中              |
| 长度     | 670.6米                 | 677.42米 | 826米               |
| 线路数量 | 单线                    | 双线     | 双线                |
| 桥身构造 | 钢桁梁和钢板梁          | 钢钣梁   | 钢筋混凝土T型简支梁 |

## 第一座
1892年，关内外铁路修至滦县，5月滦河大桥开工修建。这座桥由总工程师金达设计，筑路技师喀克斯主持施工，工程由日、德两承包商负责。大桥因地势所限必须建筑在两端都是上坡的位置上，因此，该桥既高且长，全长670.6米，共17孔，桥身主要由钢桁梁和钢板梁构成，16个墩台全部采用石头垒砌，载重等级为古柏氏E-28级，是当时中国最大的单线铁路桥。

### 修建过程
由于滦河河床砂层很厚，而且水流湍急，几位外国工程师都无法成功打桩。其中，德国的工程师曾炸毁了滦河西岸的一块巨石，使河水改为奔向西岸，但仍无济于事。最后，金达邀请了在塘沽工段工作的詹天佑前来。詹在接手后，提出了两项改动：一是将桥址向南移至河面更加宽阔、河水流速更缓慢的位置建桥；二是率先采用沉箱法施工，打破了河床流沙和河水流速对施工的阻碍。除此之外，他还借用了俄国在大连修建军港时留下的特大长松木，将其左右两侧锯成笔直平滑的光面，并逐条排成圆形，组成地基；另外，为减少采购水泥（大多从国外进口）的开支他采用附近出产的“桩子石”和“台阶石”，节约了大量资金；不但如此，他还请来从事水下作业的“御匠”，解决了桥墩黏合不紧的隐患。大桥最后于1894年2月成功建成，共使用白银57.5万两。此为中国建桥采用沉箱法的开始，詹天佑也因此被接纳为土木工程師學會会员。桥梁建成后，参与建设的300余名工人成为了山海关桥梁厂的第一批班底。
由于1890年代的中国只有汉阳铁厂一家铁厂，而且直到1893年才正式开炉炼钢，加上关内外铁路的总工程师金达为英国人，该桥的桥身皆为英国进口钢材组成；另外，开办于1889年的唐山细土棉厂（启新水泥厂前身）已于1893年歇业，大桥的桥墩只能靠昂贵的进口水泥制成；在詹天佑从“御匠”获得了“秘方”后，桥墩达到了“万年牢”，也避免了进口水泥的高昂运费。

### 装饰
滦河大铁桥还在西桥台南北两侧分别镌刻有直径大约1米的太极图。另外，桥身上还有龙饰共计4处，分别装饰在东桥台的南北两侧和钢架梁的东西两端，其中钢架梁上的“二龙戏珠”为铜铸构件（已丢失），龙身舞动飞腾，体态活灵活现。东桥台上有“巨龙腾云”长8.5米，高1.2米，龙头朝东，直向龙珠，四爪跳跃，栩栩如生，至今保存完好无损。

### 建成后
1911年10月29日，秘密担任京津同盟会军事部长的彭家珍，在押送一批枪弹南下武汉的路上与驻滦新軍秘密联络，使军列在通过滦河铁桥后被張紹曾截扣，以达到支援革命党人的目的。
大桥附近的居民和维护工人曾开玩笑说，一桥一共“服役了五次”，其中两次作为铁路桥，三次作为公路桥。
1943年，第二座滦河大桥通车后，此桥改造为公路桥。在辽沈战役失利后，撤退的国民党军在1948年11月炸毁了此桥和二桥，以阻止解放军南下。在解放军铁道纵队和唐山工务段、山海关铁路桥梁厂1400多人抢修后，一桥先于1949年1月23日被修复，并铺设了临时的轨道以恢复京山铁路的运输。在二桥也修复完成后，一桥又改为公路桥。然而，一桥单线的设计使其在改为公路桥后仍然是通行的瓶颈；桥两头的守桥人必须先通过电话沟通，再确认单向放行车辆，类似铁路的电话闭塞。
随着滦河公路桥在1974年建成，一桥被停用。唐山大地震发生后，新建的二桥和滦河公路桥受损严重，只有这座老桥经住了考验，因此一桥在简单的修复后再次恢复通车，承载起来往的汽车，成为了重要的救灾通道。最终，一桥在1978年正式“退休”。

### 保护
此桥已于1998年成为唐山市文物保护单位，2001年2月7日被列为河北省第四批文物保护单位，2013年3月5日被国务院定第七批全国重点文物保护单位。

## 第二座
第二座滦河大桥于1933年修建，1939年建成。二桥在一桥上游约45米处，为双线铁路桥，全长677.42米，由2孔9.12米钢筋混凝土拱及20孔32米上承钢钣梁构成。
在1929年时，京山铁路的大部分区间在就已增建了双线，一桥的单线设计成为了线路的瓶颈；另外，北宁铁路管理局在1933年检查了该桥后，得出了另建新桥的结论。于是，在1935年，二桥开工建设，并于1939年完成。
1945年9月23日，滦县发生地震，2号桥墩被毁坏。1948年11月，国民党军队为了阻止解放军南下，将一桥和二桥炸毁。炸毁后，二桥1/3桥墩被炸毁、24片钢梁落入河底。在解放军铁道纵队和唐山工务段、山海关铁路桥梁厂1400多人抢修54天后，二桥于1949年5月修复通车。修复后，唐山市人民政府在二桥的西桥头特立一座纪念碑和一座光荣碑，纪念碑的正面镌刻着“北宁路滦河大桥全线落成全线铺修竣工纪念”，而光荣碑上面则记载着抢修两座大桥过程中，26名立下战功的解放军官兵的名字。通车后，该桥为平津战役中解放军的运输起到了重要的作用。
由于钢梁刚度不足，墩台也已年久失修，桥上的线路也难以维护，二桥依然是全线的“瓶颈”。1999年，铁道部在重点桥隧病害集中整治的安排中，决定废弃二桥。在三桥于2001年启用后，此桥停止使用。目前这座新桥已经被拆除，只剩下桥墩的残骸和原桥头的纪念碑。

## 第三座
第三座桥位于第一桥与第二桥中间距上下游25.1米处，京哈铁路第214公里处，从2000年9月17日动工，到2001年12月16日完工。该桥全长826米，结构为25孔32米预应力钢筋混凝土T型简支梁。该桥上的经过的京哈铁路为双线电气化自动闭塞铁路，每日有上百对进出东北的客货运列车经过此处。
铁道部决定废弃二桥的同时，也决定在二桥和一桥的中间修建新桥。新桥距离一桥17米，二桥25.1米，由中铁大桥勘测设计院和北京局勘测设计院设计。新建的三桥使经过列车的时速从120公里/小时提高至160公里/小时。大桥的建设共耗资1.24亿元。
2003年，京秦铁路与京山铁路交换里程，此桥被划入京秦铁路正线，后在2007年成为了京哈铁路正线的一部分。

现时该桥仍然在使用，被编为京哈铁路第345号桥。